# Відносини Австрія — НАТО
Відносини між Організацією Північноатлантичного договору та Австрією — стосунки на міжнародному рівні між Австрією і військовим союзом НАТО. Розпочалися в рамках програми «Партнерство заради миру» (ПЗМ), до якої Австрія приєдналася в 1995 році.

## Основні напрямки співпраці
Відносини НАТО-Австрія здійснюються в рамках програми «Партнерство заради миру», до якої Австрія приєдналася в 1995 році. НАТО і Австрія співпрацюють в операціях з підтримання миру та розвивають практичну співпрацю в низці областей, як це передбачено в індивідуальній програмі партнерства Австрії (Individual Partnership Programme).
Союзники розглядають Австрію як ефективного і активного партнера, учасника міжнародної безпеки, який розділяє ключові цінності: зміцнення міжнародної безпеки, демократії та прав людини. Австрія вибирає області практичного співробітництва з НАТО, які відповідають спільним цілям. Одним із напрямків співробітництва є підтримка операцій під керівництвом НАТО. Австрія працювала пліч-о-пліч з союзниками по забезпеченню безпеки і миротворчих операцій в Герцеговині, Косово і Афганістані.
НАТО і Австрія деталізують напрями співпраці і терміни в індивідуальній програмі партнерства (ІПП), яка узгоджується спільно, на дворічний період. Основні напрямки: безпека і миротворче співробітництво, гуманітарна допомога та допомога в разі стихійних лих, пошуково-рятувальні операції.
Австрія запускає PfP (партнерство заради миру) навчально-освітній центр. Вона також очолює Балканську регіональну робочу групу в рамках Консорціуму PfP військових академій і інститутів, які вивчають безпеку (добровільне об'єднання, що працює «в дусі партнерства заради миру», фінансованого Австрією, Німеччиною, Швейцарією та Сполученими Штатами).

### Нарощування можливостей та взаємодії
Будучи офіційним навчально-виховним центром(PfP), Міжнародний центр Збройних сил Австрії (AUTINT) сприяє взаємодії між членами блоку. Курси AUTINT зосереджуються в основному на операціях з реагування на кризи, але він також забезпечує підготовку операцій з підтримки миру. Країна вносить свій внесок у програму НАТО з підтримки діяльності з реформування сектору безпеки, з особливим акцентом на Балканському регіоні. Це включає підтримку реформи професійної військової освіти за допомогою Програми підвищення оборонної освіти (DEEP) .
Процес планування та огляду ПЗМ (PARP) впливає та посилює діяльність з планування Австрії. Через ПАРП Австрія заявила про збільшення кількості сил та можливостей як потенційно доступних для операцій під керівництвом НАТО. Починаючи з 2014 року, в рамках Ініціативи взаємодії з партнерством, Австрія бере участь у Платформі інтероперабельності, яка об'єднує союзників з 24 відібраними партнерами, активними учасниками операцій НАТО.

### Підтримка операцій та місій під керівництвом НАТО
Австрія забезпечила доступність декількох підрозділів для потенційних операцій в рамках ПЗМ. У кожному випадку розміщення повинно бути дозволено Радою міністрів Австрії та затверджено Головним комітетом австрійського парламенту. З 1996 по 2001 рік Австрія висилала батальйон до миротворчих сил під керівництвом НАТО в Боснії та Герцеговині, згодом надавала механізовані та допоміжні підрозділи до Косовських сил (КФОР) під керівництвом НАТО чисельністю понад 400 військовослужбовців. Австрійські сили приєдналися до Міжнародних сил сприяння безпеці (ISAF) в Афганістані у 2002 році, надаючи експертну та матеріально-технічну підтримку.
Австрія зробила внесок у декілька проєктів Цільового фонду НАТО в інших країнах-партнерах, надаючи підтримку у знищенні  мін та/або боєприпасів в Албанії, Казахстані, Чорногорії, Сербії та Україні. Співпрацює з союзниками по НАТО з питань громадянської готовності, надаючи взаємну підтримку в боротьбі з наслідками великих аварій або катастроф в євроатлантичному просторі. Це може включати боротьбу з наслідками інцидентів, пов'язаних з хімічними, біологічними, радіологічними або ядерними атаками, а також з гуманітарними операціями з ліквідації наслідків катастроф. У рамках Програми НАТО «Наука за мир та безпеку» (SPS) вчені Австрії брали участь у науково-практичних семінарах з різних тем, включаючи підготовку до боротьби з тероризмом, посилення готовності до пандемії грипу та нові біологічні загрози.

### Сфери співпраці

#### Співпраця в сфері безпеки
У 1996 році австрійські війська приєдналися до країн НАТО в забезпеченні миру, досягнутого в результаті Дейтонської угоди по Боснії та Герцеговині. Було виділено батальйон для миротворчих сил під керівництвом НАТО до 2001 року. Австрія виділила механізовану роту і допоміжні підрозділи в очолюваних НАТО миротворчих силах у Косово (KFOR) в кількості близько 600 військовослужбовців. Австрія прийняла командування над багатонаціональної оперативної групою «Південь» (MNTF-s) KFOR на початку 2008 року.
Австрійські війська приєдналися до Міжнародних сил сприяння безпеці (International Security Assistance Force — ISAF) в Афганістані в 2002 році, надаючи свій досвід і матеріально-технічну підтримку. Протягом 2005 року Австрія ввела війська, щоб працювати в складі очолюваної Німеччиною Провінційної Командою по Відновленню (Provincial Reconstruction Team — PRT) в провінції Кундуз, для забезпечення безпеки парламентських виборів в Афганістані.

#### Реформа сектору оборони і безпеки
Беручи участь в миротворчих операціях, спільно з союзниками по НАТО, Австрія посилила процес власної військової трансформації. Процес планування та аналізу PfP впливає і зміцнює навички планування. Австрія отримує більше можливостей застосовувати велику кількість сил, які потенційно можуть бути використані в спільних операціях під керівництвом НАТО. Союзники також отримують вигоду від австрійського досвіду. Країна вносить свій внесок в програми підтримки реформи сектора безпеки НАТО, з особливим акцентом на Балканський регіон. Поряд з окремими союзниками і партнерами, Австрія внесла свій вклад в добровільні пожертвування, що направляються для знищення мін та/або боєприпасів в Албанії, Казахстані, Чорногорії, Сербії та Україні

#### Випадок надзвичайних ситуацій цивільного планування
Метою Австрії є можливість співпрацювати з союзниками по НАТО в наданні взаємної підтримки в боротьбі з наслідками великих аварій або катастроф в євроатлантичному регіоні. Сюди можна віднести ліквідацію наслідків інцидентів із застосуванням хімічної, біологічної, радіологічної та ядерної зброї, а також гуманітарну допомогу при лихах.

#### Наука і довкілля
В рамках програми НАТО «Наука заради миру і безпеки» вчені з Австрії взяли участь у численних науково-дослідних семінарах на різні теми. Починаючи з 2005 року австрійський персонал взяв участь в більш ніж 20 заходах. В обговорення входили теми готовності до боротьби з біо-тероризмом, посилення готовності можливої пандемії грипу та інших біологічних загроз.

## Історія відносин
10 лютого 1995 року Австрія підписала рамковий договір програма НАТО «Партнерство заради миру», але фактичне співробітництво країни з організацією почалося ще в 1991 році, у момент створення Ради Північноатлантичного співробітництва (пізніше Рада Євроатлантичного співробітництва). Австрія не має права входити в цю організацію, так як членство в НАТО суперечить статусу постійного нейтралітету і порушує статтю 1 федерального конституційного закону про нейтралітет від 26 жовтня 1955 року, а саме пункт про невступ до військових союзів. Тим не менше Австрія, в рамках свого нейтралітету, допускає участь в програмі НАТО «Партнерство заради миру». Ця програма є військовою співпрацею Північноатлантичного альянсу з країнами, що не входять в нього.
Співпраця відбувається на трьох рівнях: програма індивідуального партнерства;— участь в маневрах організації, участь в спільних навчаннях та тренінгах — це перший етап партнерства в рамках програми. Другий рівень (етап) — програма планування процесів і аналізу, яке включає оцінку військової сфер держави з метою планування в подальшому навчань і місій вже на багатонаціональному рівні. Третій рівень — план дій індивідуального партнерства — планування заходів для інтеграції держави в організацію. У Австрії існує індивідуальний партнерський план відносин з Організацією Північноатлантичного договору. Співпраця з даного плану відбувається лише на першому рівні, тобто країна може сама вибирати дії, які вона буде реалізовувати в рамках програми. Як правило, така співпраця полягає в участі військовослужбовців Австрії в операціях, що проводяться НАТО.
У 1991 році Австрія відкрила свій повітряний простір для польотів літаків альянсу, задіяних у війні в Перській затоці. У 1996 році австрійські війська взяли участь у військових діях НАТО в Боснії та Герцеговині, за підсумками, яких було укладено Дейтонську угоду про припинення вогню. У 1997 році відкривається дипломатична місія Австрії при штаб-квартирі НАТО. У 1999 році Австрія брала участь в операції НАТО проти Сербії — Косівська війна. У 2001 році Австрійська Республіка надала цілий батальйон для участі в миротворчій операції в Боснії. У 2002 році країна стала членом Міжнародних сил сприяння безпеці в Афганістані в сфері експертизи та логістики, а також забезпечувала порядок і безпеку під час парламентських виборів в Афганістані в тому ж році. У 2008 році Австрійська Республіка взяла на себе командування над Південною оперативною робочою групою в операції в Косово.
У 1996 році посилилися дискусії з приводу вступу Австрійської Республіки в Північноатлантичний альянс, що призвело до кризи нейтралітету 2000—2004 років. Австрія могла б стати членом НАТО, від вступу до альянсу її утримує позиція провідних політичних партій країни (зокрема,   лівоцентристської Соціал-демократичної партія Австрії), яка має перевагу в Національній раді Австрії і виступає проти відмови від статусу постійного нейтралітету.
На думку Стенлі Р. Слоана, опубліковану у Віснику НАТО, нейтралітет став частиною самосвідомості австрійців і зміни на конституційному рівні зустрінуть опір основної маси населення.